# Pothos brevivaginatus
Pothos brevivaginatus är en kallaväxtart som beskrevs av Cornelis Rugier Willem Karel van Alderwerelt van Rosenburgh. Pothos brevivaginatus ingår i släktet Pothos och familjen kallaväxter. Inga underarter finns listade.